# Nòctul de muntanya
El nòctul de muntanya (Nyctalus montanus) és una espècie de ratpenat que es troba a l'Afganistan, l'Índia, Pakistan i Nepal.